# Fausto Montero
Fausto Emanuel Montero (Paraná, 22 ottobre 1988) è un calciatore argentino, centrocampista dell'Atlanta.

## Caratteristiche tecniche
È una mezzala che può giocare anche sulla fascia.

## Carriera
Cresciuto nelle giovanili dell'Unión (SF), debutta in prima squadra il 20 giugno 2009 entrando in campo negli ultimi minuti del match vinto 3-0 contro l'Aldosivi.
Per la stagione 2013-2014 viene ceduto in prestito all'Arsenal Sarandí.

## Palmarès
- Copa Argentina: 1

Arsenal Sarandí: 2012-2013